# 久野誠
久野 誠（くの まこと、1952年12月19日 - ） は、CBCテレビの元アナウンサー。血液型はA型。

## 来歴・人物
三重県津市の出身で、三重県立津高等学校から早稲田大学教育学部へ進学。
大学卒業後の1975年に、アナウンサーとして中部日本放送に入社（同期に宇佐美百合子、相談役、CBCテレビ・CBCラジオ名誉会長の大石幼一、常勤監査役の伊藤直之）。入社当初はほぼ同時期に入社した多田しげおや小堀勝啓に次ぐバラエティ番組担当アナウンサーとしてラジオ『オー!サンデー』やテレビ『ぱろぱろエブリデイ』などの司会を担当していた。その一方で、スポーツアナウンサーとしても活動。1979年より地元プロ野球球団・中日ドラゴンズ戦中継の実況（初担当は1979年8月1日の対大洋戦のラジオ実況）や、ドラゴンズ情報番組の司会を担当している。(サンデードラゴンズ)の司会を担当していた頃は、｢プロのドラゴンズファンです。｣という発言をした事もある。JRN系（TBSラジオがキー局として率いるラジオネットワーク）・JNN系（TBSテレビがキー局のテレビネットワーク）全国ネットの実況も担当していたが、2000年代途中頃からは実況機会が減っており、ラジオかBS・CSテレビ（BS-TBS、TBSチャンネル1、J SPORTS向け）の担当中心となっている。2008年からはテレビの中継公式サイト内で担当アナウンサーリストを掲載しているが、ラジオの中継公式サイトとは異なり、久野は明記されていない。
2004年10月16日に放送された、プロ野球日本シリーズ・中日対西武第1戦のテレビ中継 では、当初実況を担当していた塩見啓一が体調不良を訴え6回を最後に 途中降板した ため、久野が代行した。
プロ野球以外では、大相撲中継（CBCが主催する花相撲「大相撲王座決定戦」のテレビ中継）やラジオの中央競馬中継なども担当。反面、サッカー及び地元Jリーグチームの名古屋グランパスエイトに関しては詳しくない（ドラ魂KING内で発言）
バラエティ番組の出演経験も豊富であることから、「色物的スポーツアナウンサー」を自称。
2014年4月1日、中部日本放送の持株会社化に伴い、それまで在職していたほかのアナウンサーとともに、CBCテレビの社員となった。
面長な顔立ちから、共演者やリスナーから馬になぞらえたいじりをされることがある
2017年の誕生日でCBCテレビの定年（65歳）に達したことから、同年12月31日付で定年退職。9月23日にCBCラジオで放送された『中日ドラゴンズ対横浜DeNAベイスターズ』戦中継の実況（解説は高木守道と山田久志）で、野球中継の実況担当から退いた。定年退職2日前の12月29日には、16:00にCBCラジオで最後の定時ニュースを担当。同日18:00から放送された『ドラ魂KING』「年末スペシャル〜さらば久野誠、THEラストナイト〜」でのMCが、CBCアナウンサーとしての最後の仕事になった。ただし、『多田しげおの気分爽快!!朝からP・O・N』（CBCラジオ）で毎週月曜日に放送している「久野誠のスポーツ川柳」には、定年退職後の2018年1月8日以降も引き続き出演しているほか、「スポーツジャーリスト」という肩書で『ドラ魂KING』やイベントなどにも出演している。
ちなみに、CBCテレビからの定年退職を間近に控えた2017年12月12日放送分の『ドラ魂KING』には、中日の投手時代から交流があった星野仙一（当時は東北楽天ゴールデンイーグルス取締役副会長）がスペシャルゲストで出演。1時間の生放送の全編にわたってインタビューを実施した。星野が翌2018年1月4日に70歳で逝去したため、楽天球団がその旨を公式に発表した1月6日には、星野の訃報を伝えるTBSおよび他系列の全国ネット向けテレビ番組で、この時のインタビュー音源が「星野が公に発した生前最後の肉声」として引用された。久野自身も、1月14日にCBCラジオで放送された『追悼特別番組、夢と感動をありがとう!燃える男、星野仙一～最後のメッセージ～』で、前述した音源を交えながら鷲塚美知代と共に司会を務めている。星野の後に中日の監督を2度務めていた高木の急逝（2020年1月17日）に際しても、CBCラジオで『追悼特別番組 さよなら高木守道、バックトスよ永遠に』（同月21日に生放送）の司会を任された。
なお、フリーアナウンサーで、元日本テレビアナウンサーの久野静香について、名字が同じであること、同じ中日ドラゴンズファンであること、共に東海3県出身（久野静香は愛知県大府市出身）であることから、親子ではないかという噂が流れていたが、2017年2月9日放送の「ドラ魂KING」で「娘ではない。子供は息子一人だけ。」と久野誠本人が否定している。

## 活動リスト

### 出演番組

#### スポーツ中継（ラジオorテレビ）
- サンデー競馬中継 みんなの競馬（ラジオ。中京競馬の裏開催時の実況を担当。また、2012年3月まで進行を担当）
- 全国高校ラグビー大会（テレビ、TBS系全国ネット。MBS・TBS他と共同制作。実況） ※MBS以外の制作参加局撤退（2001年度）を以て降板。

##### プロ野球中継
※1979年以降、実況を担当。
- 『CBCドラゴンズナイター』ほかラジオ中継（JRN系全国ネット・各地方系列局ネット含む）
  - 1988年のセントラル・リーグ優勝決定試合[4]（1988年10月7日、中日対ヤクルト戦）
  - 2010年のセントラル・リーグクライマックスシリーズファイナルステージ「中日対巨人」第3戦
  - 2011年のセントラル・リーグクライマックスシリーズファイナルステージ「中日対ヤクルト」第3戦
  - NTTコミュニケーションズ オールスターシリーズ2000 日米野球 第6戦（2000年11月9日。TBSラジオでも放送[21]）
- 『燃えよドラゴンズ!』『J SPORTS STADIUM』『三重テレビナイター』ほかテレビ中継（CBCテレビ・TBS系地上波・TBSニュースバード・TBSチャンネル・BS-TBS・J SPORTS・三重テレビ。実況・ベンチリポート）
  - 近藤真一による日本プロ野球史上初の初登板ノーヒットノーラン達成試合（1987年8月9日、中日対巨人戦。TBS系全国ネット） - ベンチリポーター・ヒーローインタビュアー[4]
  - 『'84セ・リーグオールスター東西対抗』（1984年11月17日、13:00 - 14:54。TBS系全国ネット） - リポーター[22]
  - 『'95日韓プロ野球スーパーゲーム第6戦』（1995年11月12日、14:00 - 15:24。TBS系全国ネット）[23]
  - 1999年の日本シリーズ「中日対ダイエー」第5戦（TBS系全国ネット）
  - 2004年の日本シリーズ「中日対西武」第1戦（TBS系全国ネット。#来歴・人物節も参照）

##### 大相撲中継
※いずれも、「大相撲王座決定戦」中継（CBCテレビ制作・TBS系全国ネット）
- 名古屋市政100周年「大相撲王座決定戦〜戦国巴戦〜」（1989年10月7日・8日、15:30 - 16:54）[24]
- 平成四年大相撲王座決定戦〜天下分け目の勝抜き巴戦〜（1992年10月10日・11日、15:30 - 16:54）[25]
- 平成六年大相撲王座決定戦〜天下分け目の勝ち抜き巴戦〜（1994年10月8日・9日、15:30 - 16:54）[26]
- 平成七年大相撲王座決定戦〜天下分け目の勝抜き巴戦〜（1995年10月21日・22日、15:30 - 16:54）[27]
- 平成十年大相撲王座決定戦〜名古屋市総合体育館（1998年10月10日・11日、15:30 - 16:54）[28]
- 平成十一年大相撲王座決定戦〜天下分け目の勝ち抜き巴戦〜（1999年10月9日・10日、15:30 - 16:54）[29]
- 平成十二年大相撲王座決定戦〜天下分け目の勝ち抜き巴戦〜（2000年10月7日・8日、15:30 - 16:54）[30]

#### ラジオ
- オー!サンデー（入社から半年後、最初に担当した番組[31]。板東英二、野口小太郎らと出演）
- 久野誠のプレイボールまで待てない!!
- 土曜天国（兵藤ゆきと担当）
- ばつぐんジョッキー
- もぎたてのカボチャたち（多田しげおと担当）
- 0時半です松坂屋ですカトレヤミュージックです（1979年 - 1980年）
- ツー快!お昼ドキッ（火曜日）
- 久野誠のドラゴンズワールド
- ごごイチ
- ドラ魂KING
- 多田しげおの気分爽快!!朝からP・O・N
- 追悼特別番組 さよなら高木守道、バックトスよ永遠に（2020年1月21日）

#### テレビ
- おはようクジラ（TBS系全国ネット。「プロ野球応援バトル」を担当。久野はこの番組の為にドラゴンズブルーのタキシードを30万円をかけて作った）
- サンデードラゴンズ（1983年10月 - 1997年3月、2001年10月 - 2003年3月、司会、後にご意見番）
- ぱろぱろエブリデイ
- 探偵!ナイトスクープ（「ぱろぱろエブリデイ」内のさすらいのドッチャーに会いたいという依頼に対して、当時の実況担当として他系列の番組ながら特別出演。中京地区ではもちろんライバル局のメ〜テレで放送された。）

### 出演ラジオCM
- JA共済
- パチンコスロットの夢屋
- サークルKサンクス　名古屋グランパス優勝セールのナレーション（2010年11月29日 - 12月3日）
- まごころ畳
- 服部家具センター
- 堀田土地
- スズキアリーナ三河豊田
- オーギヤ
- ユピテル
- 天然温泉みどり館

### 出演映画
- 『ミスター・ベースボール』（日本プロ野球を題材にした、日本・アメリカ合衆国二カ国の合作映画） - 実況アナ 役

### ディスコグラフィ
※特記ない限り、CDメディア。
- 燃えよドラゴンズ!!'88：1988年9月21日発売（唯一のカセットテープ） - 6万枚を売り上げた[32]
- 燃えよドラゴンズ!!'91：1991年4月21日発売のアルバム『燃えよドラゴンズ!!'91大竜界』に収録
- 燃えよドラゴンズ!往年の名選手編：1991年4月21日発売のアルバム『燃えよドラゴンズ!!'91大竜界』に収録
- 燃えよドラゴンズ!'91（シングルバージョン）：1991年6月21日発売
- 燃えよドラゴンズ!平成FIVE：1993年9月25日発売
- 燃えよドラゴンズ!'99優勝記念盤：1999年10月30日発売（ナレーションとしてのみの参加）
- 燃えよドラゴンズ!2000（ミレニアム）：2000年7月21日発売（歌唱は板東英二で、久野はCBCアナウンサーズの一員としてバックコーラスに参加）

### 連載
- 久野誠の「取材ノートお見せします」（『ぴあ中部版WEB』内コラム。2013年連載開始。#外部リンク参照）

## 参考資料
- TBS50年史（2002年1月、東京放送編・発行）…国立国会図書館サーチの書誌情報
  - 付録DVD-ROM『ハイブリッド検索編』
    - テレビ番組データベース
- 12球団全選手カラー百科名鑑2005（『ホームラン』2005年3月号増刊。2005年3月31日、日本スポーツ出版社発行）
- 各種外部リンク